# Poniedziałkowa żałoba
Poniedziałkowa żałoba – powieść kryminalna autorstwa Kathy Reichs, po raz pierwszy opublikowana w 2004 roku. W Polsce ukazała się w 2008 roku. Jest to siódma książka z cyklu „Kości”, który zainspirował twórców serialu o tym samym tytule. Fragmenty powieści są oparte na autentycznych wydarzeniach.

## Fabuła
Akcja dzieje się głównie w Montrealu. Dr. Temperance Brennan próbuje rozwikłać zagadkę trzech ciał odnalezionych w piwnicy pizzerii. Według wstępnych prób identyfikacji tożsamości należały one do nastolatek, które najprawdopodobniej zmarły dość dawno. Brennan otrzymuje telefon w tej sprawie, jednak szybko okazuje się, że potencjalna informatorka nie żyje, a przyczyną śmierci mogło być uduszenie. Śledztwo doprowadza do odnalezienie psychopatycznego przestępcy i dziewczyn, które wykorzystywał.

## Bohaterowie
- Temperance Brennan – biegła antropolog sądowa, pomaga policji w rozwiązywaniu zagadek kryminalnych na podstawie ciał ofiar. Po rozwodzie z mężem miała problemy z alkoholem. Obecnie nie żyje w żadnym związku, mieszka ze swoim kotem o imieniu Ptasiek. Jest narratorem powieści
- Luc Claudel – detektyw z wydziału zabójstw
- Michel Charbonneau – detektyw, z Brennan dażą się dużą sympatią
- Andrew Ryan – detektyw, współpracownik i bliski przyjaciel, a także dawna miłość Brennan
- Anne – przyjaciółka Temperance